# Grevillea bemboka
Grevillea bemboka là một loài thực vật có hoa trong họ Quắn hoa. Loài này được Stajsic & Molyneux miêu tả khoa học đầu tiên năm 2005 publ. 2006.